# Никопол (нос)
Вижте пояснителната страница за други значения на Никопол.
Носът Никопол (на английски: Nikopol Point) е свободен от лед нисък морски нос на южния бряг на остров Ливингстън, вдаващ се 650 м на изток-югоизток в протока Брансфийлд. Разположен в западния край на Южните плажове на полуостров Байърс, 4.57 км източно от Дяволския нос, 1.22 км на изток-югоизток от хълм Сийлър и 4.21 км на запад-югозапад от нос Домета. Районът е посещаван от ловци на тюлени през 19 век, построили убежища в подножието на близкия хълм Сийлър.
Координатите му са: 62°40′22″ ю. ш. 61°05′26″ з. д. / 62.672778° ю. ш. 61.090556° з. д..
Наименуван е на град Никопол в Северна България. Името е официално дадено на 4 ноември 2005 г.
Британско картографиране от 1968 г., чилийско от 1971 г., аржентинско от 1980 г., испанско от 1992 г., българско от 2005, 2009 и 2012 г.

## Карти
- Península Byers, Isla Livingston Архив на оригинала от 2013-11-09 в Wayback Machine.. Mapa topográfico a escala 1:25000. Madrid: Servicio Geográfico del Ejército, 1992.
- L.L. Ivanov et al, Antarctica: Livingston Island, South Shetland Islands (from English Strait to Morton Strait, with illustrations and ice-cover distribution), 1:100000 scale topographic map, Antarctic Place-names Commission of Bulgaria, Sofia, 2005
- Л. Иванов. Антарктика: Остров Ливингстън и острови Гринуич, Робърт, Сноу и Смит. Топографска карта в мащаб 1:120000. Троян: Фондация Манфред Вьорнер, 2009. ISBN 978-954-92032-4-0
- Л. Иванов. Карта на остров Ливингстън. В: Иванов, Л. и Н. Иванова. Антарктика: Природа, история, усвояване, географски имена и българско участие. София: Фондация Манфред Вьорнер, 2014. с. 18-19. ISBN 978-619-90008-1-6